# Muraille de Bâle

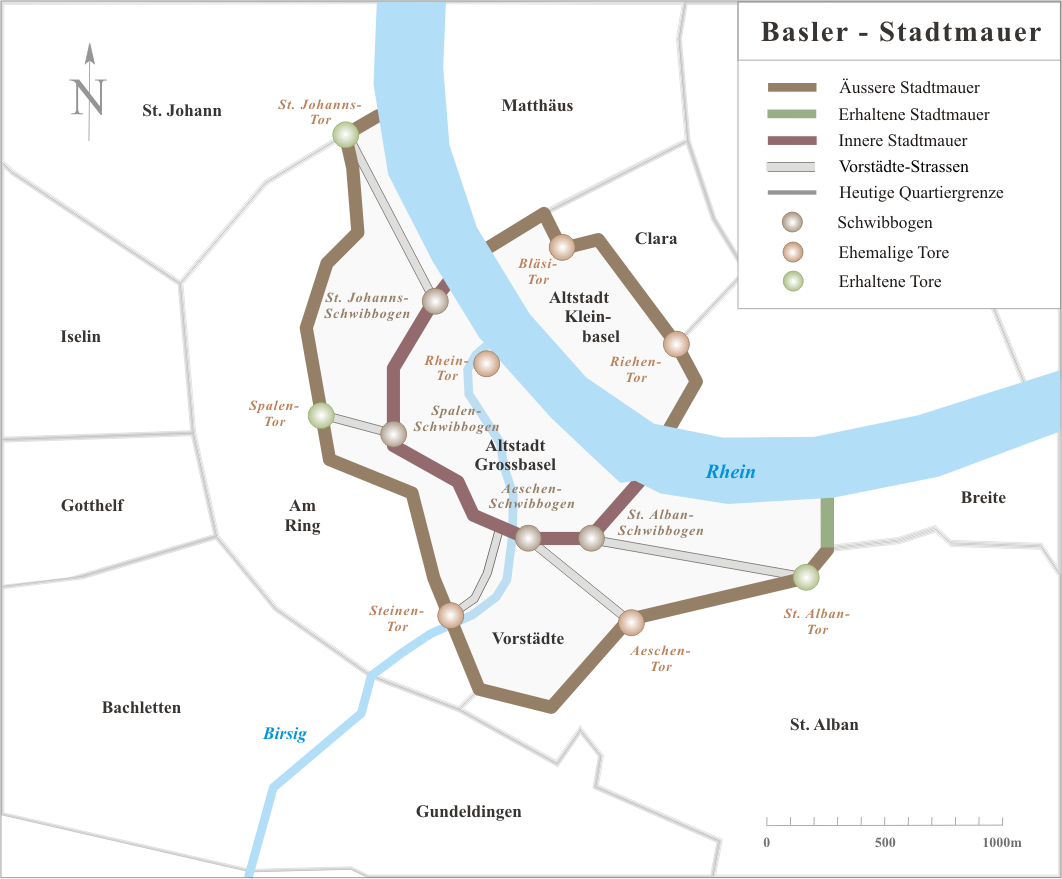
Muraille de Bâle

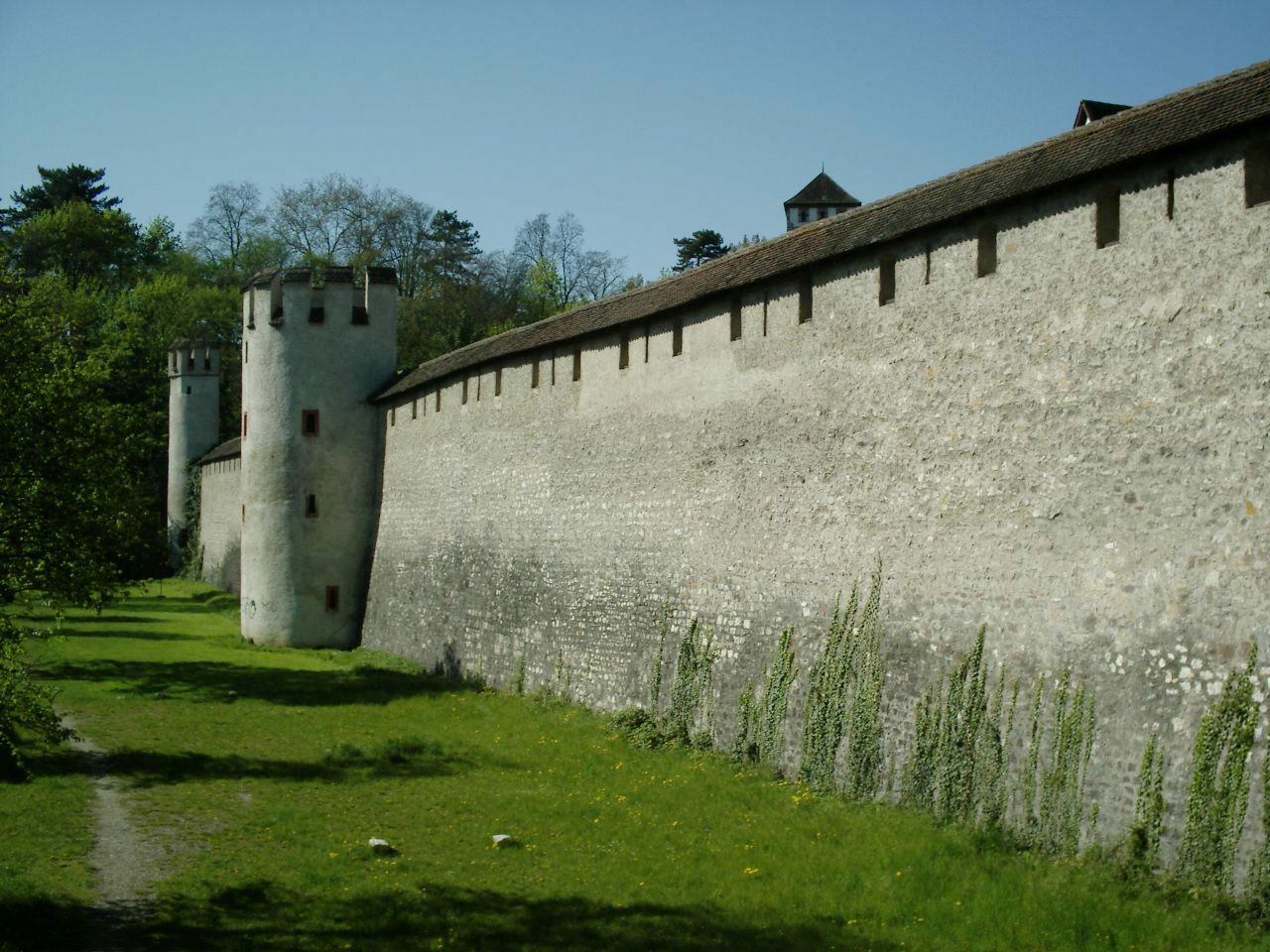
Vue antérieure d'une partie de la muraille extérieure

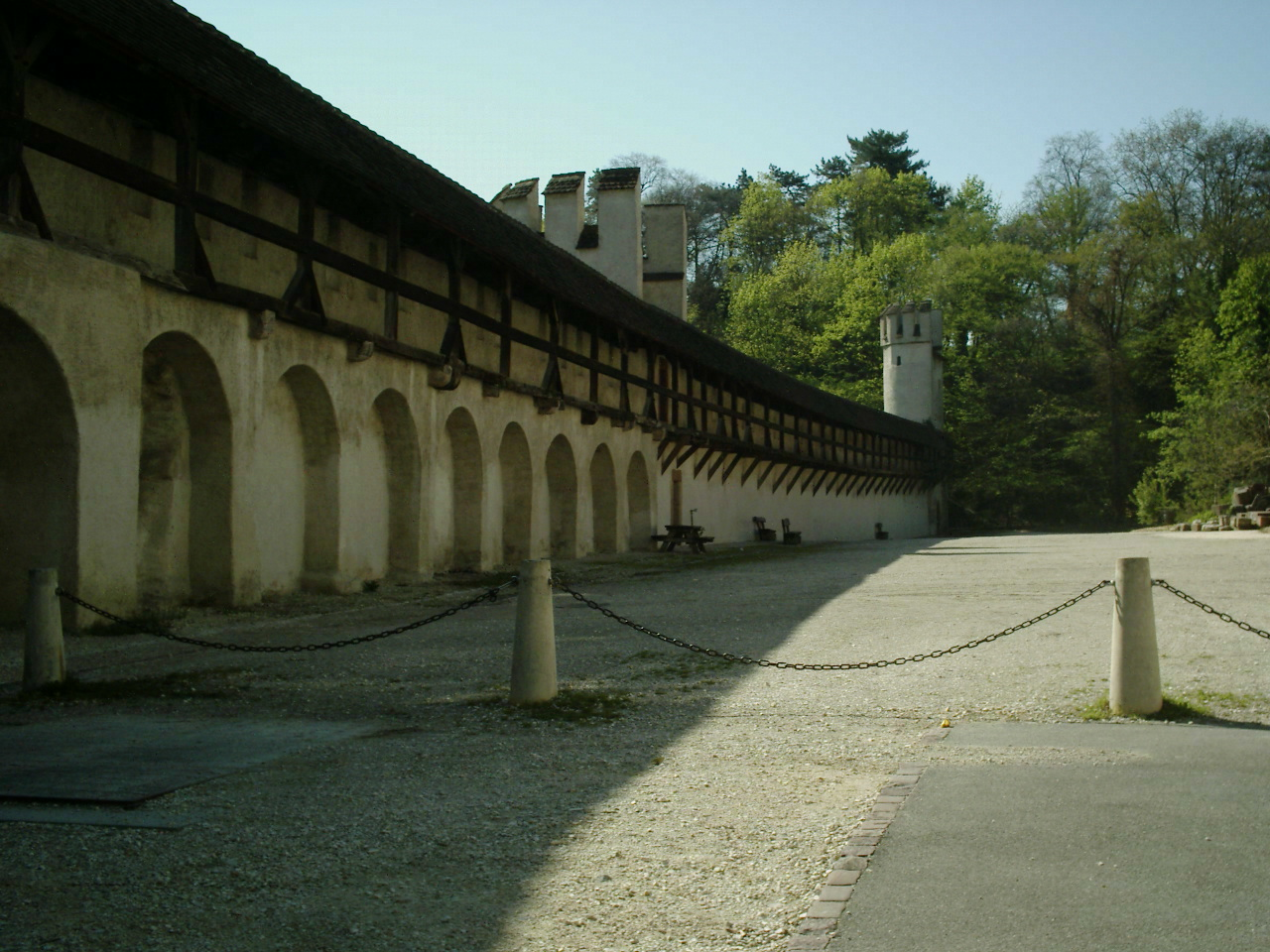
Vue arrière d'une partie de la muraille extérieure

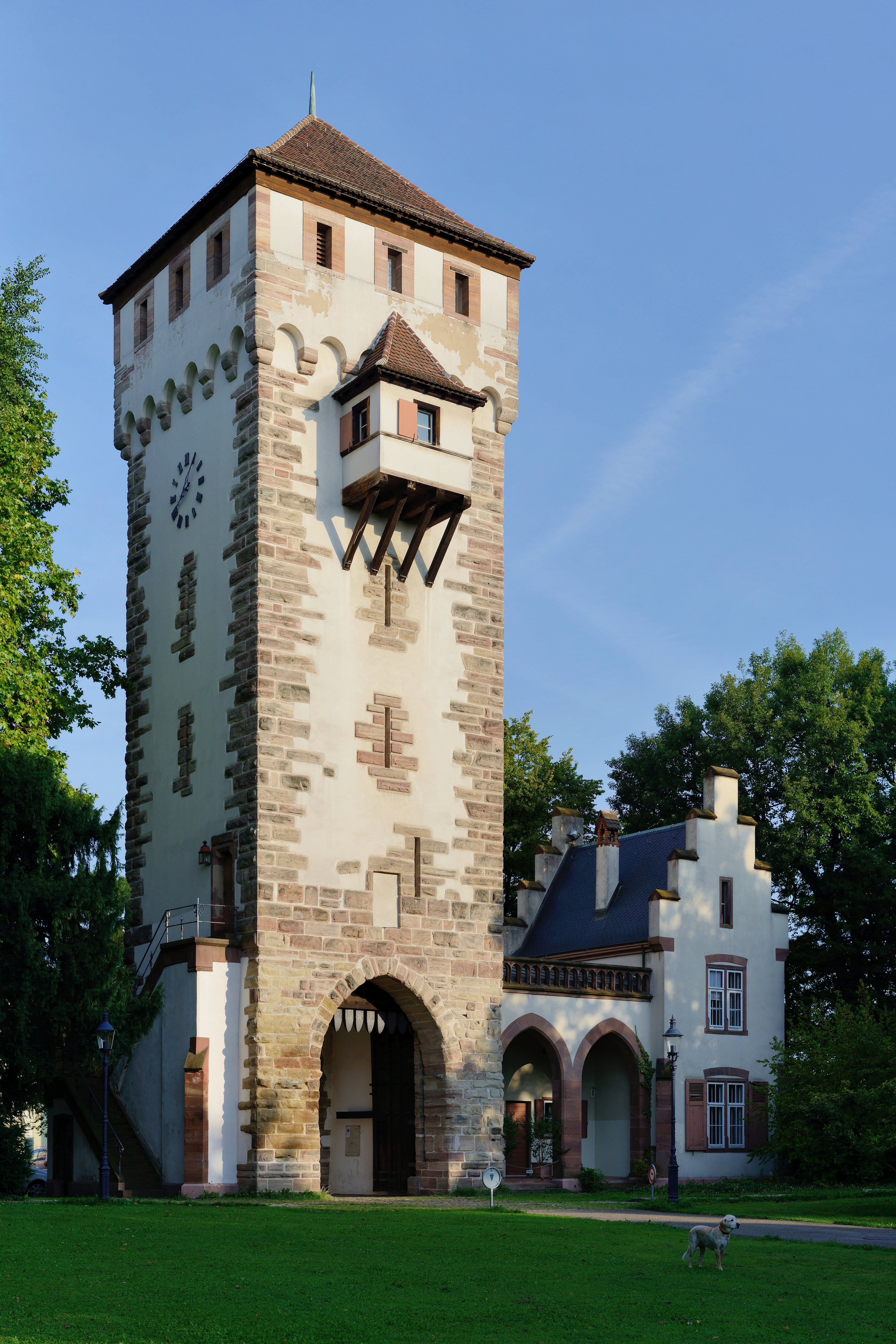
La Porte Saint-Alban

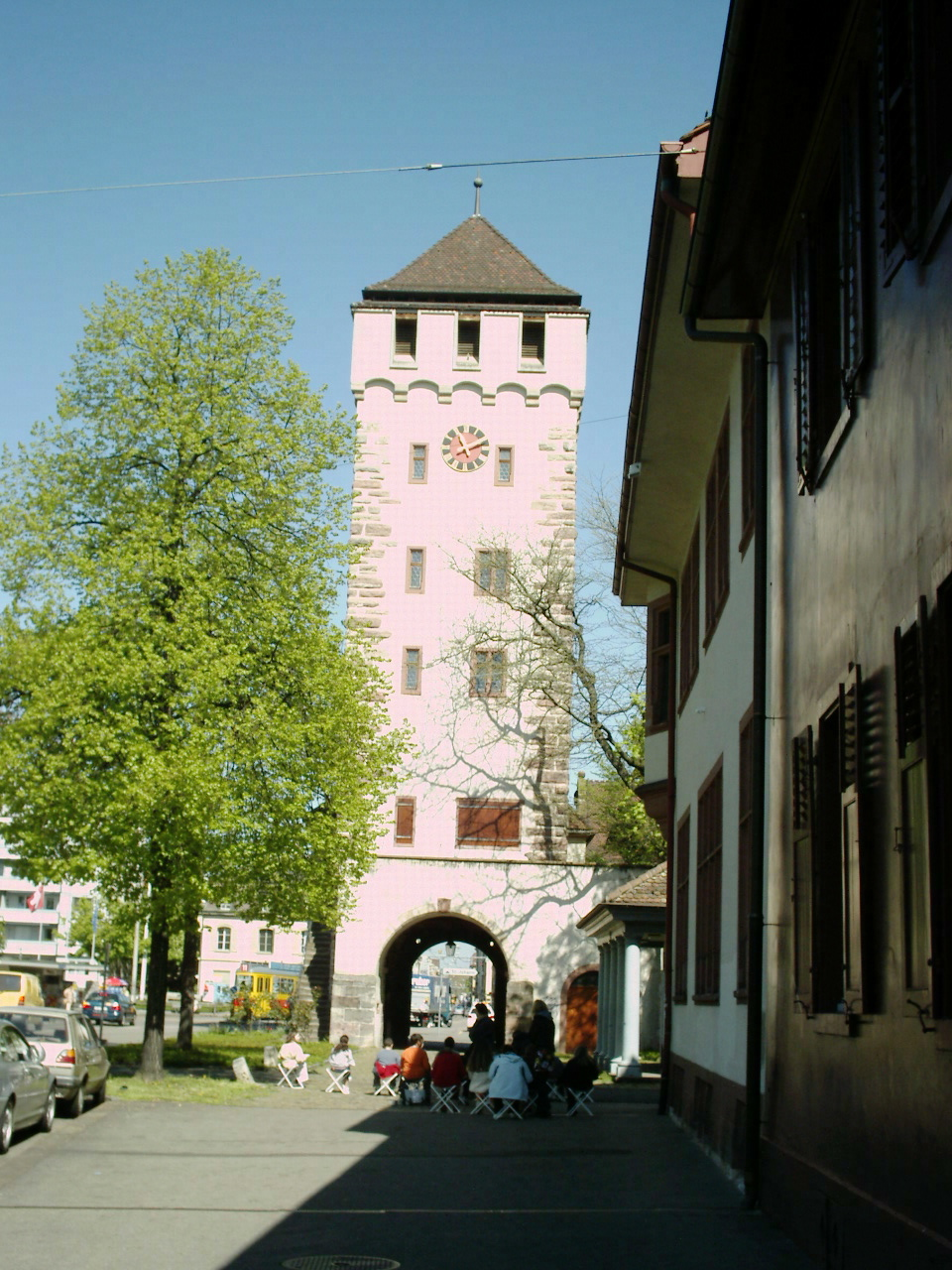
La Porte Saint-Jean

La Porte de Spalen

La Muraille de Bâle est l'ensemble de fortifications médiévales de la ville de Bâle en Suisse qui se développa entre 1080 et 1860. 

## Historique
La construction du premier mur de fortification débute vers 1080 sous l‘évêque Burkhard de Fenis. Ce mur est complété en 1230 pour former la première enceinte, la muraille intérieure. Entre 1362 et 1398 environ, en raison de l'accroissement de la ville, une deuxième muraille, la muraille extérieure, englobant les nouveaux quartiers comme le Petit-Bâle est construite. 
En 1859, le conseil de la ville décida de détruire les murailles et ses portes, devenues inutiles, afin de favoriser l'extension de la ville. Aujourd'hui seules subsistent trois des sept portes de la deuxième muraille.

## Portes

### Muraille extérieure
- Porte de Spalen
- Porte Saint-Alban
- Porte Saint-Jean
- Porte de Steinen (détruite)
- Porte d'Aeschen (détruite)
- Porte de Riehen (détruite)
- Porte de Blaise (détruite)

### Autres bâtiments de la muraille
- Porte du Rhin (sur le pont du milieu ; détruite)
- Tour de Letzi (proche de la Porte Saint-Alban)
- Tour de Thomas (proche de la Porte Saint-Jean)